# انعكاس انزلاقي

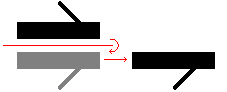
مثال لانعكاس انزلاقي

الانعكاس الانزلاقي (بالإنجليزية: Glide reflection)‏ في الرياضيات هي دالة تحويل ايزوميترية في الفضاء الإقليدي والتي تدمج انعكاس حول خط واحد ثم انزلاق على نفس الخط. وعكس العمليتين يؤدي إلى نفس النتيجة. والجدير للملاحظة أنه يمكن اعتبار الانعكاس هو نفسه الانعكاس الانزلاقي لكن بمتجه صفري.
إن عملية النقل التي تدمج انعكاس على خط واحد ثم انسحاب (translation) على خط متعامد مع الخط الأول تنشئ انعكاس على خط متوازي. لكن لا يمكن توصيف الانعكاس التحجيمي بنفس الطريقة. لذلك فإن الانعكاس الانزلاقي هي عملية نقل رياضي التي تدمج انعكاسا مع أي من دالات النقل.
فمثلا، لنفترض وجود عملية ايزومترية مؤلفة من انعكاس على محور × من ثم انزلاق بمسافة وحدة واحدة متوازية لها. فانها تحول إحداثياتها من (x, y) إلى (x + 1, −y) وثمثل نظام خطوط متوازية.
أن المجموعة الايزومترية المتولدة من انعكاس انزلاقي هي مجموعة دورية لامتناهية.
دمج عمليتي انعكاس انزلاقي متساويتين يؤدي إلى عملية انزلاق بتوجه يساوي ضعف توجه الانزلاق. فاذا، أي انعكاس انزلاقي مضاعف يساوي انزلاق.
في حالة انعكاس انزلاقي متناظر (glide reflection symmetry)، فان مجموع التناظر (symmetry group) لأي جسم يحتوي على انعكاس انزلاقي. وتسمى المجموعة "بزمرة فريزية (Frieze group) مستوى 2، أن كانت تحتوى على هكذا انعكاس انزلاقي.
مثلا، الشكل التالي يمثل نمط لهكذا مجموعة متناظرة:
```
+++ + +++
+ + +
+++ +++ +++ 
+ + +
+ +++ +
```

أما المجموعة الفريزية بمستوى 6 (انعكاس انزلاقي، انزلاق ودوران) فتتولد بعملية انعكاس انزلاقي ودوران حول محور متعامد مع خط الانزلاق. فهي متشاكلة (isomorphic) لحاصل ضرب نصفي (semi-direct product) لـ Z بـ C2.
مثال لهكذا مجموعة متناظرة تشبه النمط التالي:
```
+ + + +
+ + + + +
```

لأي مجموعة متناظرة التي تشتمل على أي نوع من أنواع الأانعكاس الانزلاقي، فان متوجه الانزلاق لاي انعكاس انزلاقي يساوي نصف قيمة توجه أي وحدة من وحدات المجموعة. إذا كان متوجه النقل للانعكاس الأنزلاقي هو عامل لمجموعة النقل، فيختصر تناظر الانعكاس الانزلاقي لدمج تناظر الانعكاس بتناظر الانزلاق.
في المجال الثالثي الأبعاد، فيسمى الانعكاس الانزلاقي بـ«سطح الانزلاق». وهي عبارة عن انعكاس بالنسبة للمستوي ثم انزلالق متوازي مع السطح.

## وصلات خارجية
- مثال لانعكاس انزلاقي على موقع cut-the-knot